# Маурицио Гучи
Маурицио Гучи (итал. Maurizio Gucci; Фиренца, 26. септембар 1948 — Милано, 27. март 1995) био је италијански предузетник и и једнократни шеф модне куће Gucci. Био је син глумца Радолфа Гучија и унук оснивача предузећа Гуча Гучија. Дана 27. марта 1995, убио га је у 46. години убица којег је ангажовала његова бивша супруга Патриција Ређани.

## Биографија
Маурицио Гучи рођен је 26. септембра 1948. у Фиренци. Године 1973, оженио се Патрицијом Ређани, са којом је имао две ћерке, Алегру и Алесандру. Почетком 1980-их, пар је живео у луксузном пентхаусу у Олимпијском торњу у Њујорку, који им је поклонио његов отац Родолфо Гучи.
Године 1983, након очеве смрти, Маурицио је постао већински акционар Gucci-ја и покренуо правни рат против свог ујака Алда Гучија. Године 1985, рекао је својој супрузи Патрицији да иде на кратак пословни пут. Следећег дана послао је пријатеља да каже жени да се неће вратити и да је брак завршен.
Године 1988, Маурицио Гучи продао је 47,8% Gucci-ја инвестиционом фонду из Бахреина, Investcorp-у (власник -Tiffany}--ја од 1984. године). Од 1991. до 1993, Гучијеве финансије биле су у минусу. Маурицио Гучи окривљен је за трошење екстравагантних количина новца на седишта предузећа у Фиренци и Милану. Он је 1993. године продао своје преостале акције у Gucci-ју за 170 милиона долара Investcorp-у, чиме је окончано удружење породице Гучи са тим предузећем.

## Смрт
Дана 27. марта 1995. године, унајмљени убица је убио Гучија на степеницама испред његове канцеларије када је стигао на посао. Његова бивша супруга Патриција Ређани осуђена је 1998. године за организовање убиства. Према тужиоцима, Ређанини мотиви били су мешавина љубоморе, новца и огорчености према бившем мужу. Тврдили су да жели контролу над имањем Гучија и да жели да спречи свог бившег мужа да се уда за своју нову партнерку, Паолу Франчи. Предстојећи брак би јој преполовио алиментацију. Одлежала је 18 година у затвору и пуштена је у октобру 2016. године.

## У популарној култури
У априлу 2021. године, часопис Vanity Teen најавио је покретање филма Ридлија Скота темељеног на причи. У филму Гучијеви, Лејди Гага глуми Патрицију Ређани а Адам Драјвер глуми Мауриција Гучија.